# 贝纳梅尼勒
贝纳梅尼勒（法語：Bénaménil，法語發音：[benamenil]）是法国默尔特-摩泽尔省的一个市镇，属于吕内维尔区。

## 地理
贝纳梅尼勒（48°34'12"N, 6°40'25"E）面积9.38 平方千米，位于法国大東部大區默尔特-摩泽尔省，该省份为法国东北部内陆省份，是洛林的一部分，北邻比利时、卢森堡，北起顺时针与摩泽尔省、下莱茵省、孚日省和默兹省接壤。
与贝纳梅尼勒接壤的市镇（或旧市镇、城区）包括：比里维尔、栋热万、弗雷梅尼勒、马农维莱、圣克莱芒、蒂耶博梅尼勒。

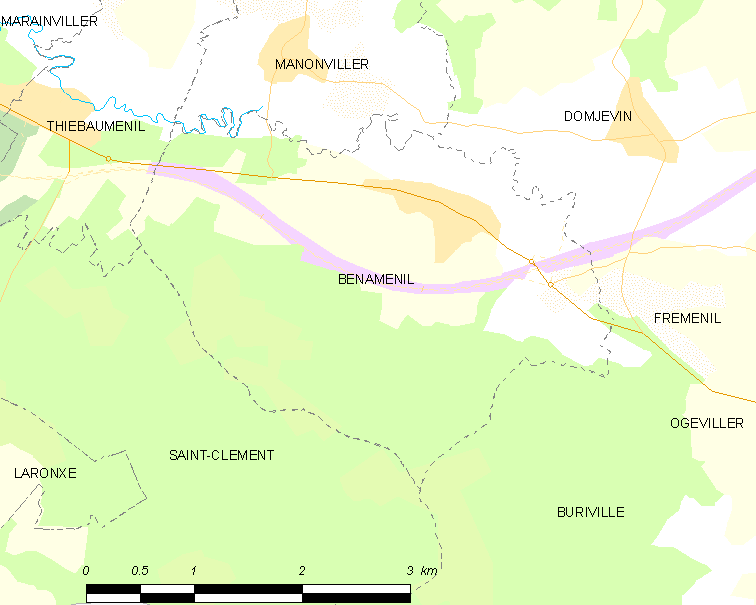
贝纳梅尼勒的OSM定位图

贝纳梅尼勒的时区为UTC+01:00、UTC+02:00（夏令时）。

## 行政
贝纳梅尼勒的邮政编码为54450，INSEE市镇编码为54061。

## 政治
贝纳梅尼勒所属的省级选区为巴卡拉县。

## 人口

1962-2008年间贝纳梅尼勒人口变化图示

贝纳梅尼勒于2022年1月1日时的人口数量为590人。